# Équirre
Équirre est une commune française située dans le département du Pas-de-Calais en région Hauts-de-France. Ses habitants sont appelés les Équirrois.
La commune fait partie de la communauté de communes du Ternois qui regroupe 103 communes et compte 37 469 habitants en 2021.

## Géographie

### Localisation
La commune se situe à 15 km au nord-ouest de la commune de Saint-Pol-sur-Ternoise.
Le territoire de la commune est limitrophe de ceux de six communes :
| Lisbourg |         | Prédefin    |
| Crépy    | Équirre | Heuchin     |
|          | Teneur  | Bergueneuse |

### Géologie et relief
La superficie de la commune est de 4,19 km2 ; son altitude varie de 79  à   155 m.

### Hydrographie
Le territoire de la commune est situé dans le bassin Artois-Picardie.
La commune est traversée par le fossé d'Équirre, cours d'eau naturel non navigable de 4,09 km, qui prend sa source à Crépy et se jette dans le Faux au niveau de la commune de Bergueneuse. Le fossé d'Équirre a trois petits affluents, portant le même nom, qui drainent le territoire de la commune :
- l'Équirre, d'une longueur de 1,75 km, qui prend sa source dans la commune et se jette dans le fossé d'Équirre au niveau de la commune[4] ;

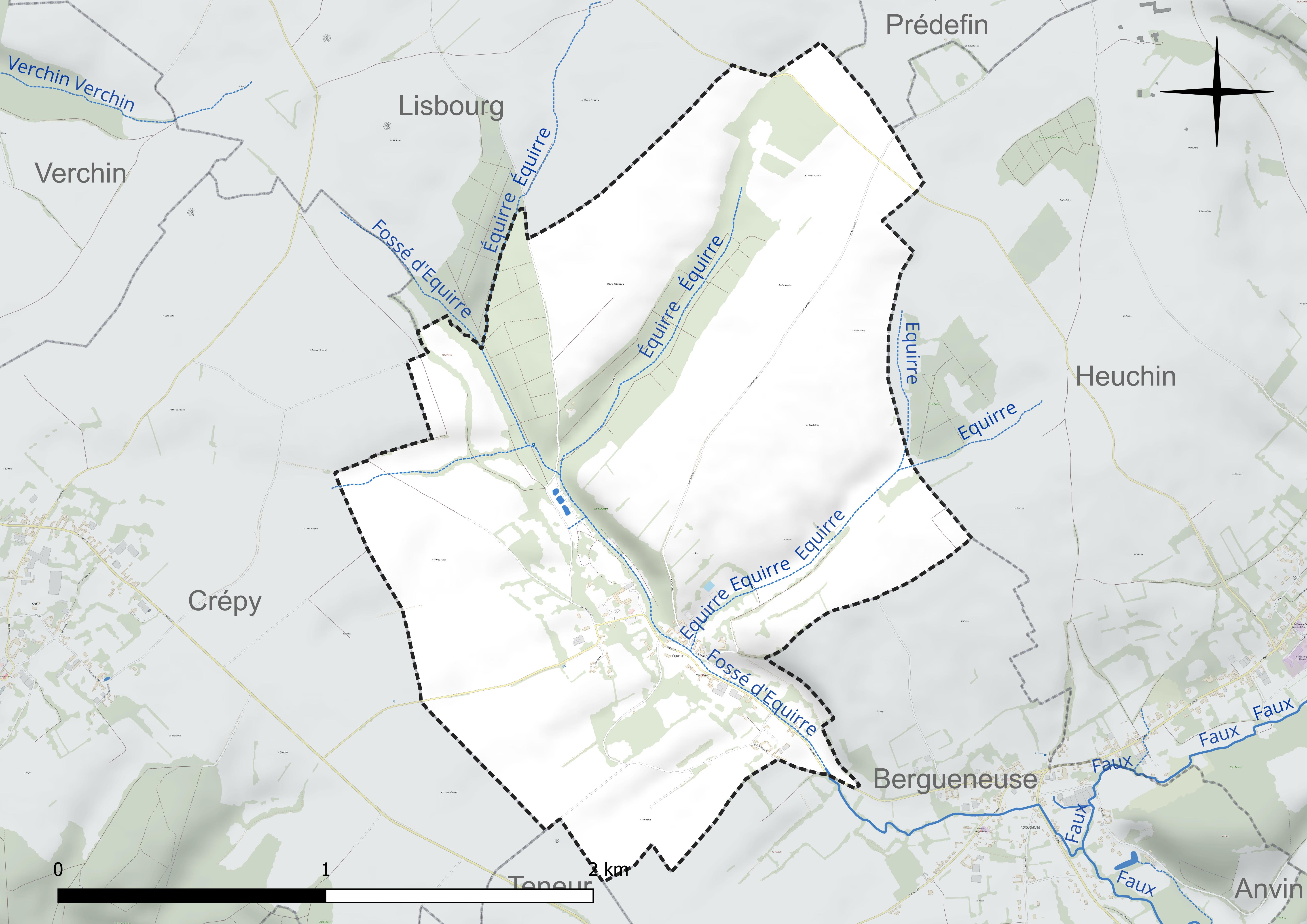
Réseau hydrographique d'Équirre.

- l'Équirre, d'une longueur de 1,4 km, qui prend sa source dans la commune de Lisbourg et se jette dans le fossé d'Équirre au niveau de la commune[5] ;
- l'Équirre, d'une longueur de 1,06 km, qui prend sa source dans la commune et se jette dans le fossé d'Équirre au niveau de la commune[6].

### Climat
Pour des articles plus généraux, voir Climat des Hauts-de-France et Climat du Pas-de-Calais.
En 2010, le climat de la commune est de type climat océanique franc, selon une étude du CNRS s'appuyant sur une série de données couvrant la période 1971-2000. En 2020, Météo-France publie une typologie des climats de la France métropolitaine dans laquelle la commune est exposée à un climat océanique et est dans la région climatique Côtes de la Manche orientale, caractérisée par un faible ensoleillement (1 550 h/an) ; forte humidité de l’air (plus de 20 h/jour avec humidité relative > 80 % en hiver), vents forts fréquents.
Pour la période 1971-2000, la température annuelle moyenne est de 10,1 °C, avec une amplitude thermique annuelle de 13,5 °C. Le cumul annuel moyen de précipitations est de 821 mm, avec 13,2 jours de précipitations en janvier et 9 jours en juillet. Pour la période 1991-2020, la température moyenne annuelle observée sur la station météorologique la plus proche, située sur la commune de Fiefs à 7 km à vol d'oiseau, est de 10,4 °C et le cumul annuel moyen de précipitations est de 1 070,6 mm,. Pour l'avenir, les paramètres climatiques de la commune estimés pour 2050 selon différents scénarios d'émission de gaz à effet de serre sont consultables sur un site dédié publié par Météo-France en novembre 2022.

### Paysages
Pour un article plus général, voir Paysage en France.
La commune s'inscrit dans les « paysages du Ternois » tels qu’ils sont définis dans l’atlas de paysages de la région Nord-Pas-de-Calais, conçu par la direction régionale de l'Environnement, de l'Aménagement et du Logement (DREAL),.
Ces paysages, qui concernent 138 communes avec trois pôles d’attraction que sont Hesdin à l'ouest, Saint-Pol-sur-Ternoise à l’est et, dans une moindre mesure, Frévent en lisière sud, sont délimités par deux cours d’eau : la Canche au Sud et la Ternoise au Nord. Ces paysages sont composés de plateaux, de vallées et de bocages. Les plateaux du Ternois montrent une structure tabulaire assez plane et une altitude assez régulière avec des points culminants entre 150  à   160 m.
Le territoire d’une vingtaine de kilomètres du Nord au Sud et d’Est en Ouest, est traversé par la D 939 reliant Saint-Pol-sur-Ternoise à Hesdin, par la D 912 entre Saint-Pol-sur-Ternoise et Frévent et par la ligne ferroviaire de Saint-Pol-sur-Ternoise à Étaples dans la vallée de la Canche. La position excentrée, en l’absence de grands axes autoroutiers ou ferrés structurants, a permis au Ternois de conserver un caractère rural et une certaine qualité de paysage.
Au niveau de l’occupation des sols, les surfaces cultivées sont omniprésentes sur les plateaux, avec majoritairement la culture de la betterave et de la pomme de terre, et représentent près de 72 % de la surface totale de ces paysages du Ternois, les espaces artificialisés, cantonnés dans les fonds de vallée, représentent 13 % et les surfaces boisées, présentes dans les deux principales vallées de la Ternoise et de la Canche, ne représentent que 6 %.

### Milieux naturels et biodiversité

#### Espèces faunistiques et floristiques
Le site de l’Inventaire national du patrimoine naturel (INPN) recense 234 espèces faunistiques et floristiques sur le territoire de la commune dont 7 protégées et 2 taxons (espèces et sous-espèces) menacées et quasi-menacées.

## Urbanisme

### Typologie
Au 1er janvier 2024, Équirre est catégorisée commune rurale à habitat très dispersé, selon la nouvelle grille communale de densité à sept niveaux définie par l'Insee en 2022.
Elle est située hors unité urbaine et hors attraction des villes,.

### Occupation des sols
L'occupation des sols de la commune, telle qu'elle ressort de la base de données européenne d’occupation biophysique des sols Corine Land Cover (CLC), est marquée par l'importance des territoires agricoles (79,5 % en 2018), une proportion identique à celle de 1990 (79,5 %). La répartition détaillée en 2018 est la suivante : 
terres arables (68,4 %), forêts (14,6 %), prairies (11,1 %), zones urbanisées (5,9 %), zones agricoles hétérogènes (0,1 %). L'évolution de l’occupation des sols de la commune et de ses infrastructures peut être observée sur les différentes représentations cartographiques du territoire : la carte de Cassini (XVIIIe siècle), la carte d'état-major (1820-1866) et les cartes ou photos aériennes de l'IGN pour la période actuelle (1950 à aujourd'hui).

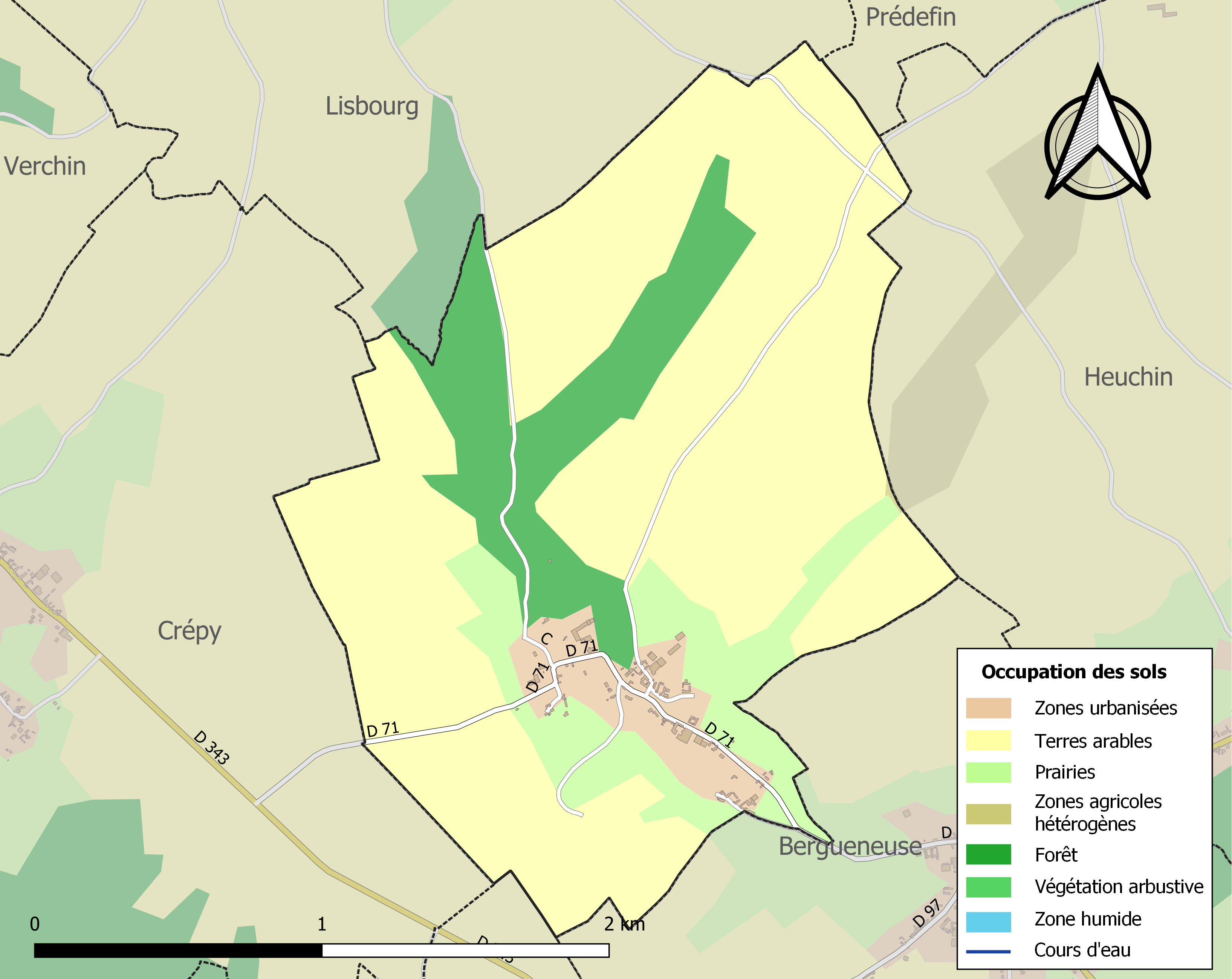
Carte des infrastructures et de l'occupation des sols de la commune en 2018 (CLC).

### Voies de communication et transports

#### Voies de communication
La commune est desservie par la route départementale D 71.

#### Transport ferroviaire
La commune se trouve à 15 km, au nord-ouest, de la gare de Saint-Pol-sur-Ternoise, située sur les lignes de Saint-Pol-sur-Ternoise à Étaples et d'Arras à Saint-Pol-sur-Ternoise, desservie par des trains TER Hauts-de-France.

## Toponymie
Le nom de la localité est attesté sous les formes Scire en 1051 ; Escuræ en 1126 ; Scures au XIIe siècle ; Scires en 1224 ; Schires en 1226 ; Eschires en 1227 ; Eschieres en 1227 ; Eskieres en 1252 ; Skieres en 1252 ; Eskires en 1257 ; Esquire-lès-Heuchin en 1418 ; Esquires en 1515 ; Escoüires en 1720 ; Esquire-lez-Berguine Heuse en 1739, Equire en 1793 ; Equire et Équirre depuis 1801.
Du germanique skirjon « la claire », dérivé de skiru- « clair , blancheâtre », ayant dû désigner d'abord le ruisselet qui prend sa source à Equirre.

## Histoire
Équirre était avant la Révolution française le siège d'une seigneurie.
Le 25 mai 1604, est rendu une sentence de noblesse pour Jean de Verloing, licencié-es-lois, seigneur d'Esquires (Équirre) et de Pressy, originaire de Saint-Pol, demeurant à Arras. Il a pour armes « De sinople à la bande d'argent ». Il est probablement le fils de Jean de Verloing, seigneur d'Équirre, mort le 21 juillet 1589 et dont une plaque commémorative, classée monument historique, située dans l'église d'Équirre conserve la mémoire.
Par lettres d'octobre 1712, les terres d'Esquire, Crépy et la Rachie sont érigées en marquisat en faveur de Joseph de Partz de Pressy, député.
Pendant la Première Guerre mondiale, la commune située en arrière du front de l'Artois a parfois accueilli des troupes françaises retirées du front pour leur permettre de récupérer, comme par exemple en octobre 1915.

## Politique et administration

### Découpage territorial
La commune se trouve dans l'arrondissement d'Arras du département du Pas-de-Calais, depuis 1926, auparavant, depuis 1801, elle se trouvait dans l'arrondissement de Saint-Pol.

#### Commune et intercommunalités
La commune faisait partie de la petite communauté de communes du pays d'Heuchin créée fin 1993.
Dans le cadre de la réforme des collectivités territoriales françaises, par la loi de réforme des collectivités territoriales du 16 décembre 2010 (dite loi RCT)  destinée à permettre notamment l'intégration de la totalité des communes dans un EPCI à fiscalité propre, la suppression des enclaves et discontinuités territoriales et les modalités de rationalisation des périmètres des établissements publics de coopération intercommunale et des syndicats mixtes existants, cette intercommunalité fusionne avec sa voisine, la communauté de communes du pays d'Heuchin, formant le 1er janvier 2013 la communauté de communes des Vertes Collines du Saint-Polois.
Un nouveau mouvement de regroupement intercommunal intervient dans le cadre des dispositions de la loi portant nouvelle organisation territoriale de la République (Loi NOTRe) du 7 août 2015, qui prévoit que les établissements publics de coopération intercommunale (EPCI) à fiscalité propre doivent avoir un minimum de 15 000 habitants. À l'initiative des intercommunalités concernées, la Commission départementale de coopération intercommunale (CDCI) adopte le 26 février 2016 le principe de la fusion de : 

- la communauté de communes de l'Auxillois, regroupant 16 communes dont une de la Somme et 5 217 habitants ;

- la communauté de communes de la région de Frévent, regroupant 12 communes et 6 567 habitants ;

- de la communauté de communes des Vertes Collines du Saint-Polois, regroupant 58 communes et 19 585 habitants

- de la communauté de communes du Pernois, regroupant 18 communes et 7 114 habitants. Le schéma départemental de coopération intercommunale (SDCI), intégrant notamment cette évolution, est approuvé par un arrêté préfectoral du 30 mars 2016,.
La communauté de communes du Ternois, qui résulte de cette fusion et dont la commune fait désormais partie, est créée par un arrêté préfectoral qui a pris effet le 1er janvier 2017.

#### Circonscriptions administratives
La commune faisait partie depuis 1801 du canton d'Heuchin. Dans le cadre du redécoupage cantonal de 2014 en France, la commune est intégrée au canton de Saint-Pol-sur-Ternoise.

#### Circonscriptions électorales
Pour l'élection des députés, la commune fait partie de la sixième circonscription du Pas-de-Calais.

### Élections municipales et communautaires

#### Liste des maires
| Période                                  | Période                       | Identité        | Étiquette | Qualité                         |
| ---------------------------------------- | ----------------------------- | --------------- | --------- | ------------------------------- |
| Les données manquantes sont à compléter. |                               |                 |           |                                 |
| avant 1981                               | ?                             | Jules Lenoir    |           |                                 |
| 1995                                     | 2020                          | Philippe Lenoir | DVD       | Réélu pour le mandat 2014-2020, |
| 26 mai 2020                              | En cours (au 16 février 2022) | Marcel Prin     |           | Ancien agriculteur exploitant,  |

## Équipements et services publics

### Justice, sécurité, secours et défense
La commune dépend du tribunal judiciaire d'Arras, du conseil de prud'hommes d'Arras, de la cour d'appel de Douai, du tribunal de commerce d'Arras, du tribunal administratif de Lille, de la cour administrative d'appel de Douai, du pôle nationalité du tribunal judiciaire d’Arras et du tribunal pour enfants d'Arras.

## Population et société

### Démographie
Les habitants sont appelés les Équirrois.

#### Évolution démographique
L'évolution du nombre d'habitants est connue à travers les recensements de la population effectués dans la commune depuis 1793. Pour les communes de moins de 10 000 habitants, une enquête de recensement portant sur toute la population est réalisée tous les cinq ans, les populations de référence des années intermédiaires étant quant à elles estimées par interpolation ou extrapolation. Pour la commune, le premier recensement exhaustif entrant dans le cadre du nouveau dispositif a été réalisé en 2008.

En 2022, la commune comptait 77 habitants, en évolution de +6,94 % par rapport à 2016 (Pas-de-Calais : −0,72 %, France hors Mayotte : +2,11 %).
| 1793 | 1800 | 1806 | 1821 | 1831 | 1836 | 1841 | 1846 | 1851 |
| ---- | ---- | ---- | ---- | ---- | ---- | ---- | ---- | ---- |
| 170  | 168  | 141  | 155  | 125  | 165  | 184  | 206  | 221  |

| 1856 | 1861 | 1866 | 1872 | 1876 | 1881 | 1886 | 1891 | 1896 |
| ---- | ---- | ---- | ---- | ---- | ---- | ---- | ---- | ---- |
| 227  | 211  | 179  | 196  | 189  | 192  | 190  | 197  | 187  |

| 1901 | 1906 | 1911 | 1921 | 1926 | 1931 | 1936 | 1946 | 1954 |
| ---- | ---- | ---- | ---- | ---- | ---- | ---- | ---- | ---- |
| 177  | 178  | 144  | 160  | 145  | 128  | 126  | 148  | 136  |

| 1962 | 1968 | 1975 | 1982 | 1990 | 1999 | 2006 | 2008 | 2013 |
| ---- | ---- | ---- | ---- | ---- | ---- | ---- | ---- | ---- |
| 146  | 124  | 100  | 81   | 77   | 71   | 59   | 55   | 63   |

| 2018 | 2022 | - | - | - | - | - | - | - |
| ---- | ---- | - | - | - | - | - | - | - |
| 80   | 77   | - | - | - | - | - | - | - |

#### Pyramide des âges
La population de la commune est relativement âgée.
En 2018, le taux de personnes d'un âge inférieur à 30 ans s'élève à 26,3 %, soit en dessous de la moyenne départementale (36,7 %). À l'inverse, le taux de personnes d'âge supérieur à 60 ans est de 45,0 % la même année, alors qu'il est de 24,9 % au niveau départemental.
En 2018, la commune comptait 45 hommes pour 35 femmes, soit un taux de 56,25 % d'hommes, largement supérieur au taux départemental (48,5 %).
Les pyramides des âges de la commune et du département s'établissent comme suit.
| Hommes | Classe d’âge | Femmes |
| ------ | ------------ | ------ |
| 2,2    | 90 ou +      | 0,0    |
| 11,1   | 75-89 ans    | 11,4   |
| 31,1   | 60-74 ans    | 34,3   |
| 13,3   | 45-59 ans    | 17,1   |
| 13,3   | 30-44 ans    | 14,3   |
| 11,1   | 15-29 ans    | 8,6    |
| 17,8   | 0-14 ans     | 14,3   |

| Hommes | Classe d’âge | Femmes |
| ------ | ------------ | ------ |
| 0,5    | 90 ou +      | 1,6    |
| 5,6    | 75-89 ans    | 8,9    |
| 16,7   | 60-74 ans    | 18,1   |
| 20,2   | 45-59 ans    | 19,2   |
| 18,9   | 30-44 ans    | 18,1   |
| 18,2   | 15-29 ans    | 16,2   |
| 19,9   | 0-14 ans     | 17,9   |

## Culture locale et patrimoine

### Lieux et monuments
- Le château, incendié et détruit en 1984.
- Le monument aux morts surmonté d'une croix latine[48].
- L'église Sainte-Madeleine. Elle héberge 14 éléments patrimoniaux répertoriés dans la base Palissy, classés ou inscrits au titre d'objet des monuments historiques, dont cinq sont classés[49].

### Personnalités liées à la commune
- Adolphe-Charles de Partz de Pressy (1819-1910), homme politique né et mort à Equirre, maire d'Equirre et député du Pas-de-Calais.

### La commune dans les arts
- 1950 : Journal d'un curé de campagne, film de Robert Bresson. Des scènes sont tournées à l'église du village, à l'école (devenue le presbytère) ainsi qu'au château (figurant la demeure du comte et faisant fonction par ailleurs de studio improvisé)[50].

### Héraldique
| Blason de Équirre | Blason  | D'argent au léopard de sinople, armé et lampassé de gueules sur une terrasse de sinople. |
| Blason de Équirre | Détails | Armes de la famille De Partz de Pressy Adopté par la municipalité en 1994.               |

## Pour approfondir